# Kampen Om De Sorte Støvler
Kampen Om De Sorte Støvler eller KODSS (også omtalt som "Kampen") var et årligt tilbagevendende landsdækkende spejderløb for deltagere i aldersgruppen 12-16 år. Løbet foregik normalt den anden weekend i januar, men kunne ligge så sent som tredje weekend, for ikke at komme for tæt på nytår.
Løbet blev startet i begyndelsen af 1980'erne (muligvis 1983 eller 1984) af seniorer (spejdere i alderen 16-23 år) i spejdergruppen Kilen Struer, der var en del af Vestjydske Division i Det Danske Spejderkorps. Deltagerne var gruppens egne medlemmer i aldersgruppen. Fra 2001 blev løbet åbnet op for alle spejdere i divisionen, fra 2005 alle spejdere i korpset, og fra 2006 for spejdere i alle danske spejderkorps.
Det hidtil sidste løb blev planlagt til afvikling i 2013, men blev aflyst på grund af manglende tilmeldinger.

## Løbene
Her er en oversigt over løbene de senere år. Bemærk at listen ikke er komplet.
| År   | Sted                            | Tema                                       | Deltagere | Noter                                                                        |
| ---- | ------------------------------- | ------------------------------------------ | --------- | ---------------------------------------------------------------------------- |
| 2002 |                                 | Flugten fra Uamboango                      |           |                                                                              |
| 2003 | Området omkring Odby og Humlum  | Indiana Jones og templets hemmelighed      |           |                                                                              |
| 2004 | Struer                          | Nordisk mytologi                           |           |                                                                              |
| 2005 | Harboøre                        | Mysteriet i Dead Water Gulch               |           |                                                                              |
| 2006 | Holstebro                       | James Bond - I fuldmånens skygge           |           |                                                                              |
| 2007 | Fabjerg/Nr. Nissum              | Harry Potter og den fortabte Hyppengryf    |           | Løbet blev lavet meget om natten til lørdag pga. en kraftig storm lørdag nat |
| 2008 | Struer                          | Mordet på Don Castello (Godfather/mafia)   | 67        |                                                                              |
| 2009 | Bremdal/Venø                    | Flugten fra Alcatraz                       |           |                                                                              |
| 2010 | Området omkring Rom,Lemvig      | Operation Strahlenwulst                    | -         | Løbet aflyst pga. mangel på deltagere                                        |
| 2011 | Området omkring Gimsing, Struer | Tidsrejsen 2011                            | 79        |                                                                              |
| 2012 | Struer                          | Katastrofen på Koperlinskiværket           |           |                                                                              |
| 2013 |                                 | KODSS X Files - Mysteriet i Spooky Springs |           | Aflyst pga. manglende deltagere                                              |